# 마틴 발삼
마틴 볼섬(Martin Balsam, 영어 발음: /ˈbɔlsəm/, 1919년 11월 4일 ~ 1996년 2월 13일)는 미국의 배우이다.

## 출연 작품
- 햄들의 침묵 (1994년)
- 검은 고양이 (1993년)
- 시간의 모래밭 (1992년)
- 케이프 피어 (1991년) - 판사 역
- 라스트 매치 (1990년)
- 에드가 알란 포우의 검은 고양이 (1990년)
- 애련의 퀴니 (1987년)
- 암호를 해독하라 (1987년)
- 슈퍼 엄마 만세 (1987년)
- 델타 포스 (1986년) - 벤 캐플란 역
- 세인트 엘모의 열정 (1985년) - 비미쉬 씨 역
- 데스 위시 3 (1985년)
- 시실리 마피아 (1984년)
- 살라맨더 (1981년)
- 쿠바 (1979년)
- 실버 베어스 (1978년)
- 센티넬 (1977년)
- 엔터베 특공 작전 (1977년)
- 2분 경고 (1976년)
- 모두가 대통령의 사람들 (1976년) - 하워드 사이먼스 역
- 오리엔트 특급 살인사건 (1974년) - 비앙키 역
- 지하의 하이젝킹 (1974년)
- 6백만 달러의 사나이 (1973년)
- 여름날의 소망 (1973년)
- 신디케이트 워 (1973년)
- 심야의 테러 (1972년)
- 어느 수사관의 고백 (1971년)
- 도청 작전 (1971년) - 토미 하스킨스 역
- 캐치 22 (1970년)
- 작은 거인 (1970년) - 미스터 메리웨더 역
- 도라 도라 도라 (1970년)
- 미 나탈리 (1969년)
- 어라운드 더 월드 오브 마이크 토드 (1968년)
- 옴브레 (1967년)
- 폭스를 잡아라 (1966년)
- 할로우 (1965년)
- 베드포드 사건 (1965년)
- 천 명의 어릿광대 (1965년)
- 카펫베거 (1964년)
- 세븐 데이스 인 메이 (1964년)
- 후즈 빈 슬리핑 인 마이 베드? (1963년)
- 콘쿼드 시티 (1962년)
- 케이프 피어 (1962년)
- 아다 (1961년)
- 티파니에서 아침을 (1961년) - O.J. 버맨 역
- 에브리바디 고 홈 (1960년)
- 싸이코 (1960년) - 밀튼 아보가스트 형사 역
- 추격 (1959년)
- 미드 오브 나잇 (1959년)
- 알 카포네 (1959년)
- 서부의 파라딘 (1957년)
- 12명의 성난 사람들 (1957년) - 배심원 1 역
- 워터프론트 (1954년)
- 스튜디오 원 (1948년)